# Исмаил-Бей
Исмаил-Бей (укр. Ісмаїл-Бей, крымскотат. İsmail Bey) — микрорайон в составе города Евпатория. Основан в 1990 году. Является одним из крупнейших мест компактного проживания крымских татар в Крыму. Население — около 8 тысяч человек (2017). Назван в честь Исмаила Гаспринского.

## История

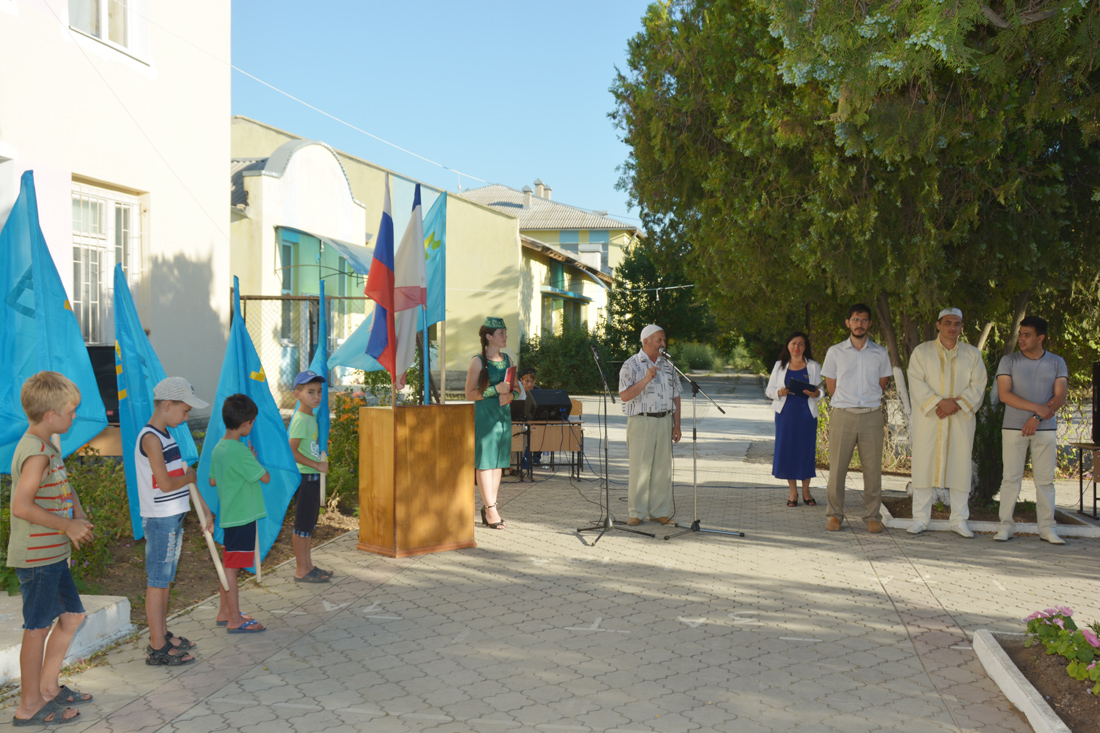
День крымскотатарского флага в Исмаил-Бее, 2016 год

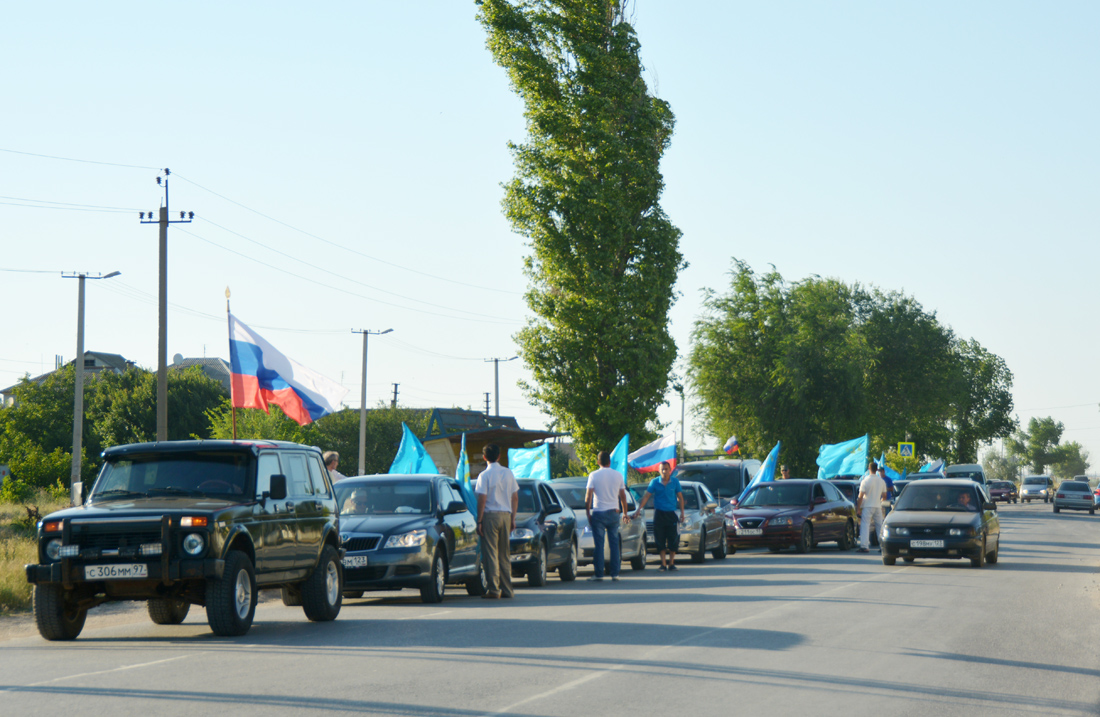
День крымскотатарского флага в Исмаил-Бее, 2016 год

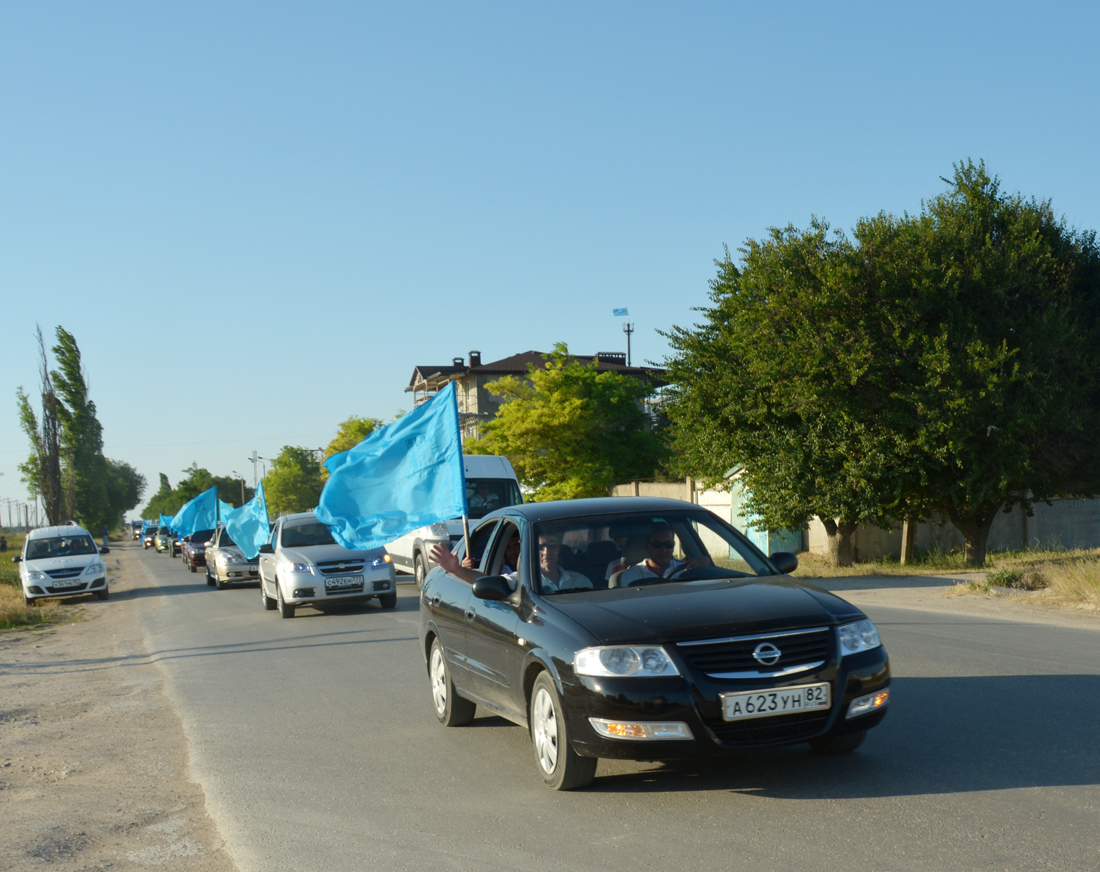
День крымскотатарского флага в Исмаил-Бее, 2016 год

В конце 1980-х — начале 1990-х годов во время процесса возвращения депортированных крымских татар в Крым, член Организации крымскотатарского национального движения Нариман Ибадуллаев прибыл в Евпаторию. На месте он с соратниками организовал исполком крымских татар, а также зарегистрировал первую на полуострове общественную организацию имени Исмаила Гаспринского. С требованием выделения земельных участков под строительство и предоставления прописки для вернувшихся крымских татар на Театральной площади (главной площади города) 524 человека провели массовую акцию перед зданием администрации Евпатории.
Согласно принятой Советом министров СССР программы обустройства и возвращения крымских татар от 1987 года в Евпатории планировалось строительство лишь одного дома на 72 квартиры для ветеранов войны и выделение 12 земельных участков. Айсин Сейтосманов предложил для обустройства крымских татар пустующие земли на севере города площадью около 20 гектаров, которые на тот момент сдавались в аренду Суворовскому птицесовхозу. Тем не менее городские власти не смогли решить проблему с обустройством крымских татар.
Из-за отсутствие положительного решения о выделении земли группа из 150 человек 27 августа 1990 года приняла решение об основании посёлка Исмаил-Бей (названного в честь Исмаила Гаспринского) путём самозахвата и организации там палаточного лагеря. С 6 по 13 ноября 1990 года крымскотатарские активисты участвовали в ежедневной акции протеста под зданием исполкома с требованием прописать людей в Исмаил-Бее. 13 ноября 1990 года в Евпаторию прибыла комиссия Верховного Совета СССР, после чего данное требование было удовлетворено. Участникам «поляны протеста» к зиме удалось построить первые 10 временных каменных зданий.
Первой улицей микрорайона стала улица 27 августа, названная в честь основания Исмаил-Бея. Большинство других улиц было названо в честь известных крымских татар. Микрорайон был выполнен по «Ташкентскому проекту», предполагавшему прямые улицы, малоэтажную застройку с тенистыми аллеями. Автор генерального план микрорайона — архитектор Зарема Нагаева.
С 2014 года Исмаил-Бей в Евпаторийском городском совете представляет Эльдар Ибрагимов (член партии «Единая Россия»).

Празднование 25-летия микрорайона
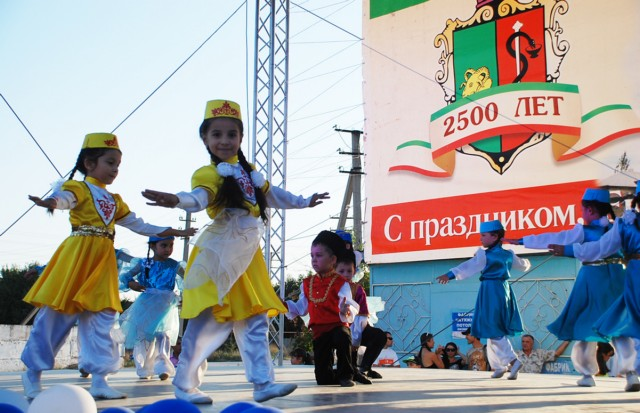
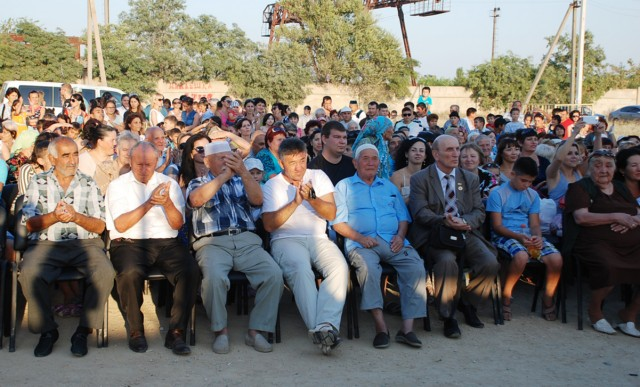
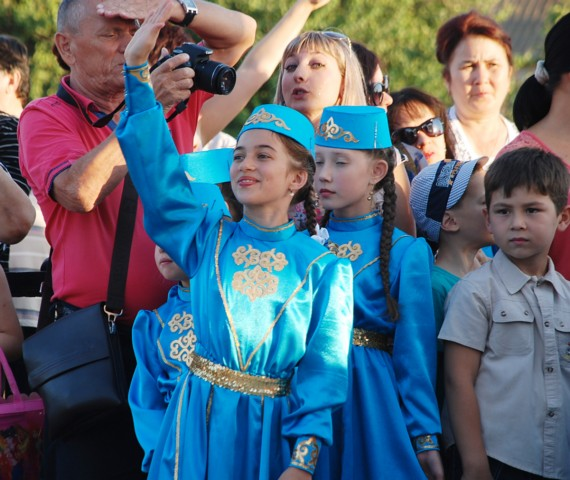

## Население

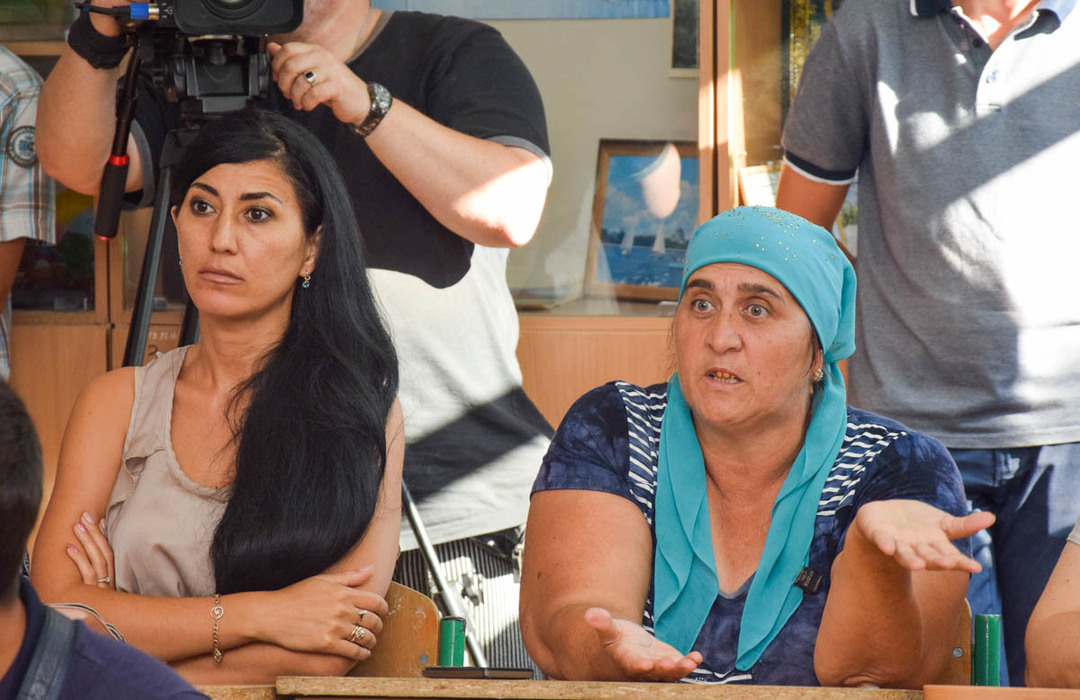
Женщины Исмаил-Бея, 2018 год

В районе преимущественно проживают крымские татары мусульманского вероисповедания. К 2006 году в Исмаил-Бее проживало около 1500 семей крымских татар. По состоянию на 2017 год в микрорайоне Исмаил-Бей проживало около 8 тысяч человек.
В 2002 году в микрорайоне насчитывалось 893 ребёнка дошкольного и школьного возраста.

## Инфраструктура и проблемы

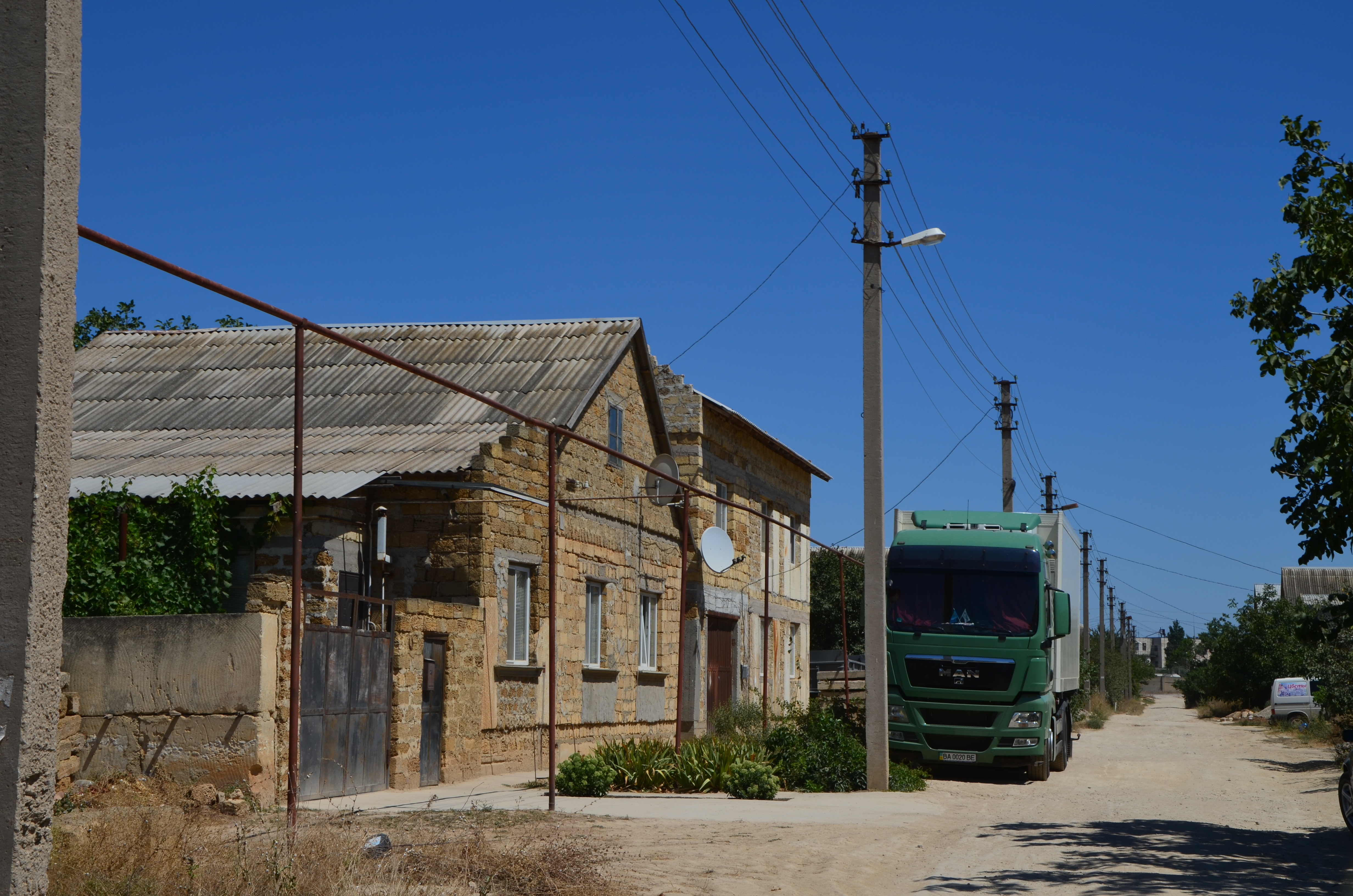
Улица Исмаил-Бея, 2014 год

С момента основания в микрорайоне существовала проблема с отсутствующим асфальтовым покрытием улиц. В 2015 году было запланировано построить в Исмаил-Бее 13 дорог с твёрдым покрытием. В 2015 году улица Аблямит-Аджи стала последней улицей микрорайона, где была проведена электрификация наружного освещения.
Согласно комплексной программе обеспечения межнационального согласия, обустройства и социально-культурного развития депортированных граждан в Евпатории на 2012—2015 годы в микрорайоне планировалось строительство спорткомплекса, реконструкция социально-бытового центра, оборудование детских площадок и мест отдыха, газификация, строительство электросетей, водопроводных сетей, строительство и капитальный ремонт сетей наружного освещения, ремонт и устройство тротуаров, устройство контейнерных площадок, строительство кладбища.
На газификацию Исмаил-Бея (завершение второй очереди, установка газораспределительной станции) в городском бюджете на 2014 год было предусмотрено 300 тысяч гривен.
Исмаил-Бей связан с другими районами Евпатории маршрутным сообщением. План развития евпаторийского трамвая предусматривает строительство ветки в Исмаил-Бей.

Строительство общественной территории
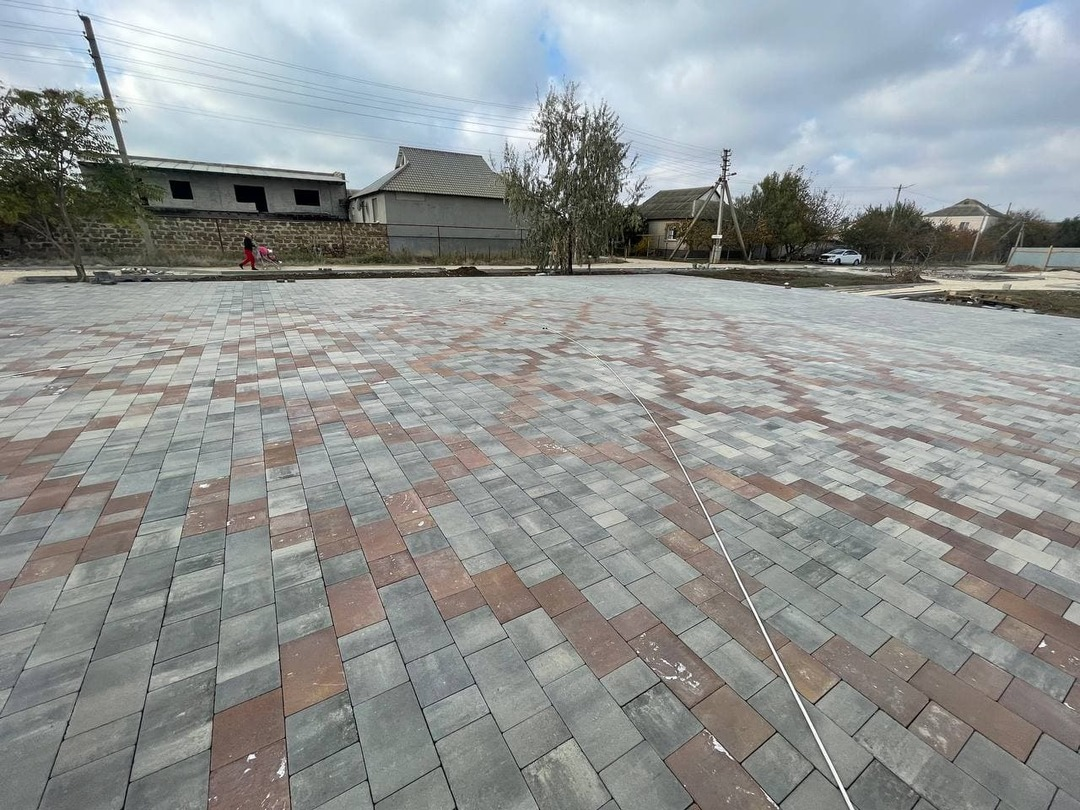
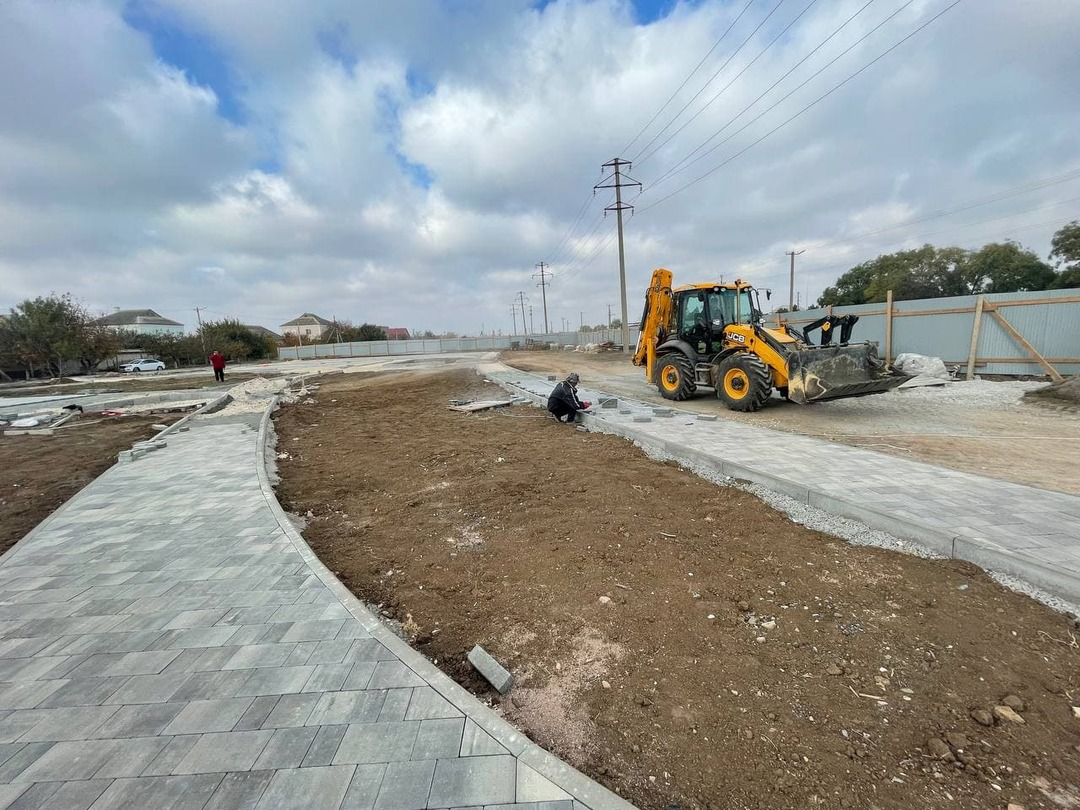
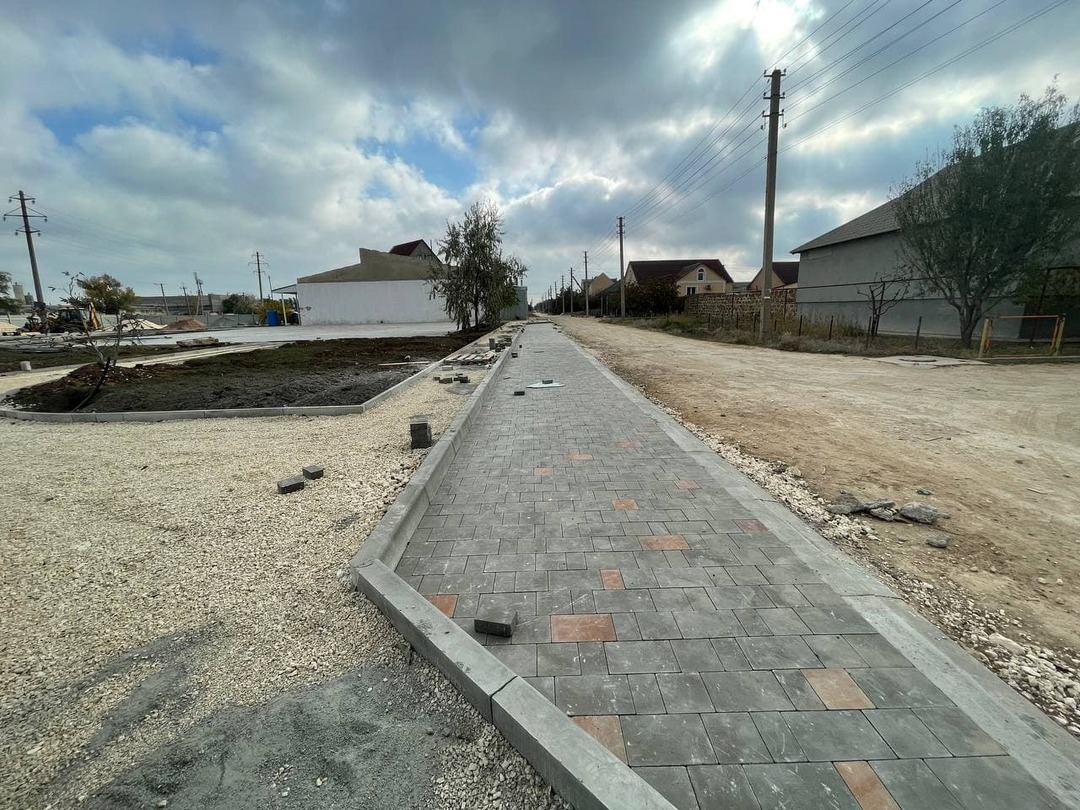
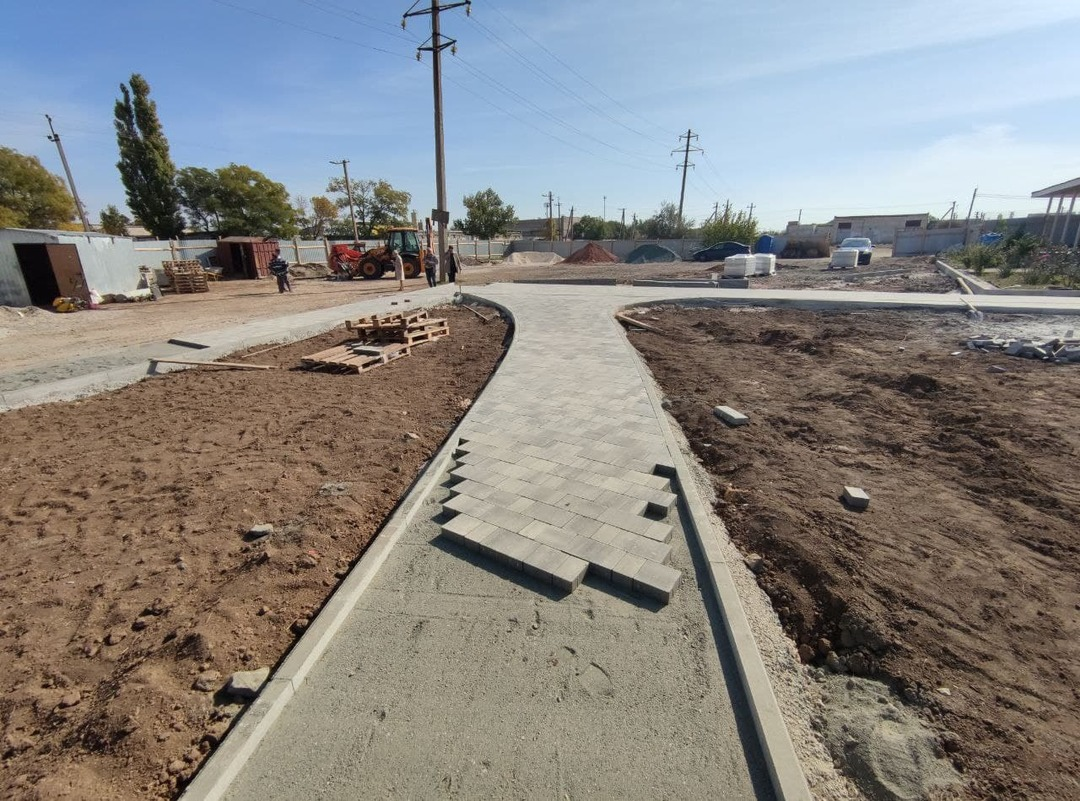
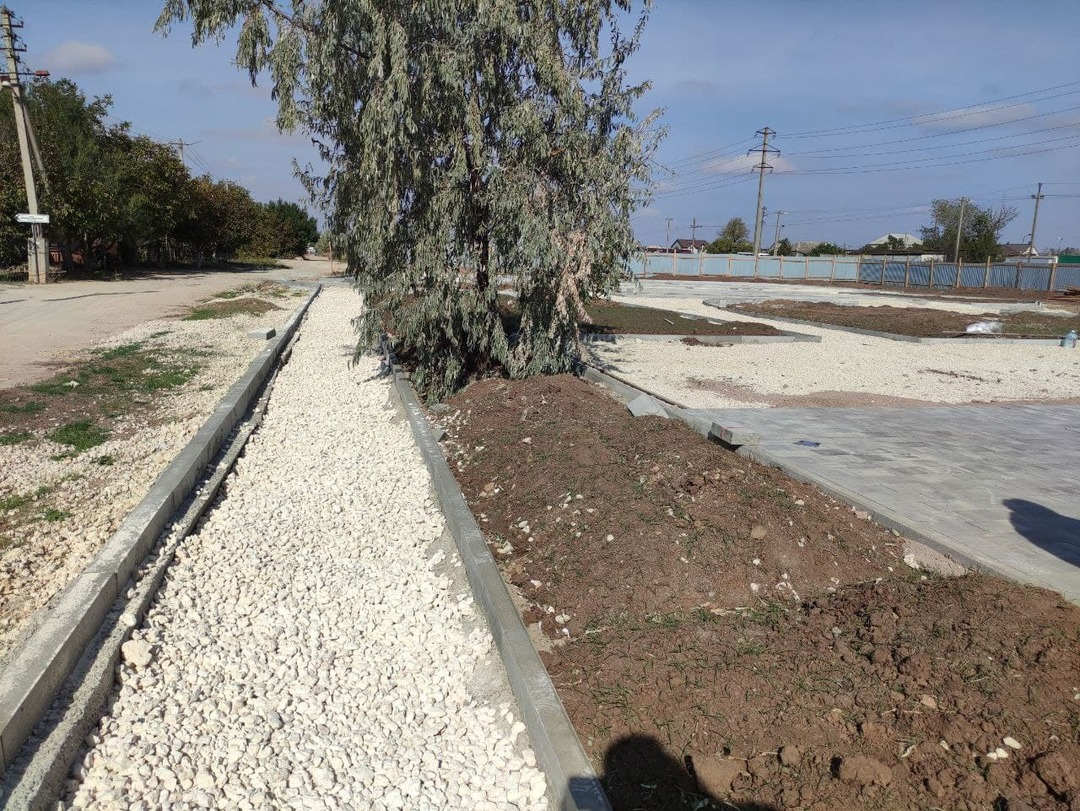
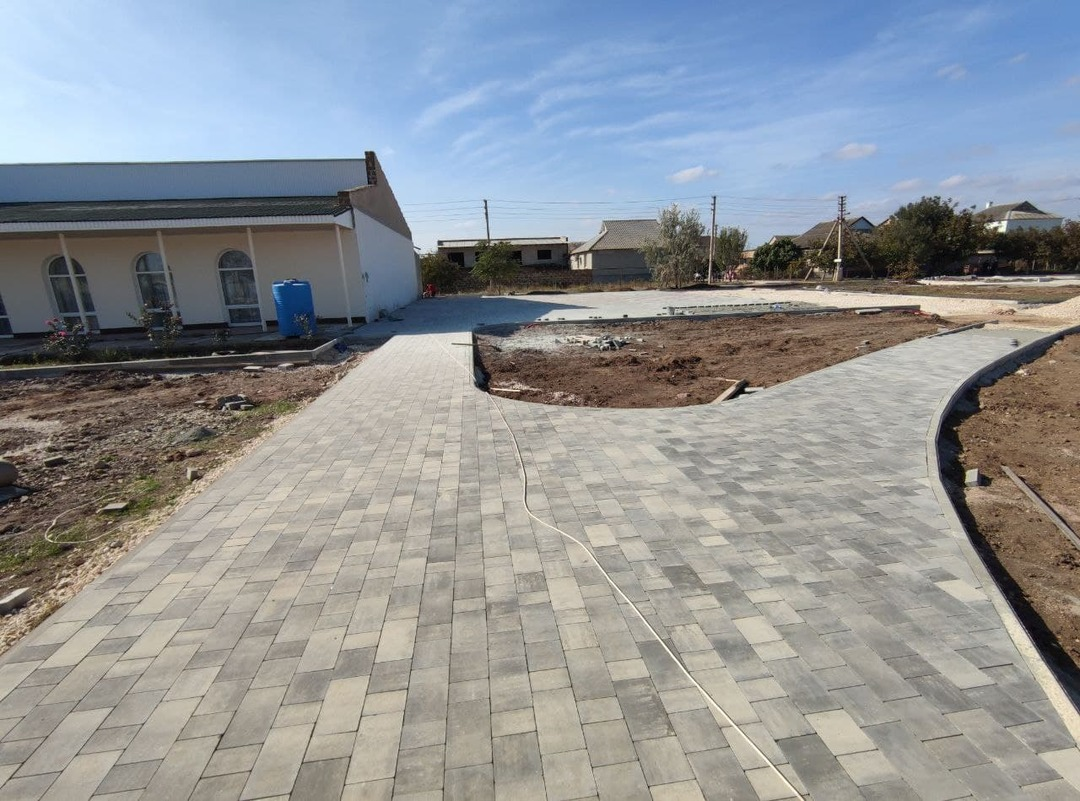

## Учреждения и культура

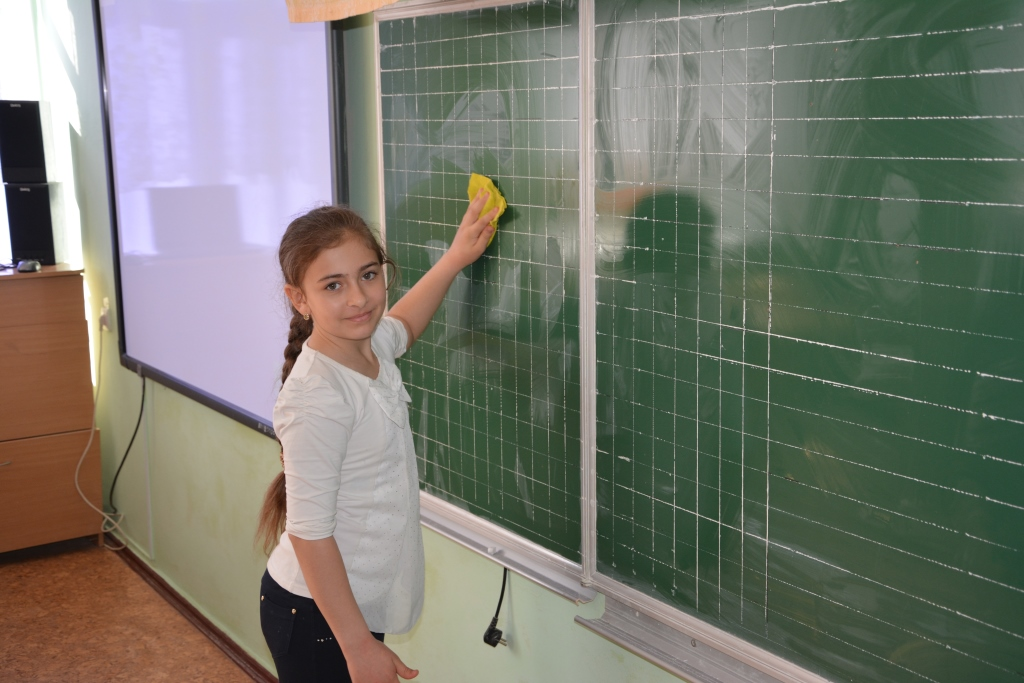
Девочка в школе № 18, 2017 год

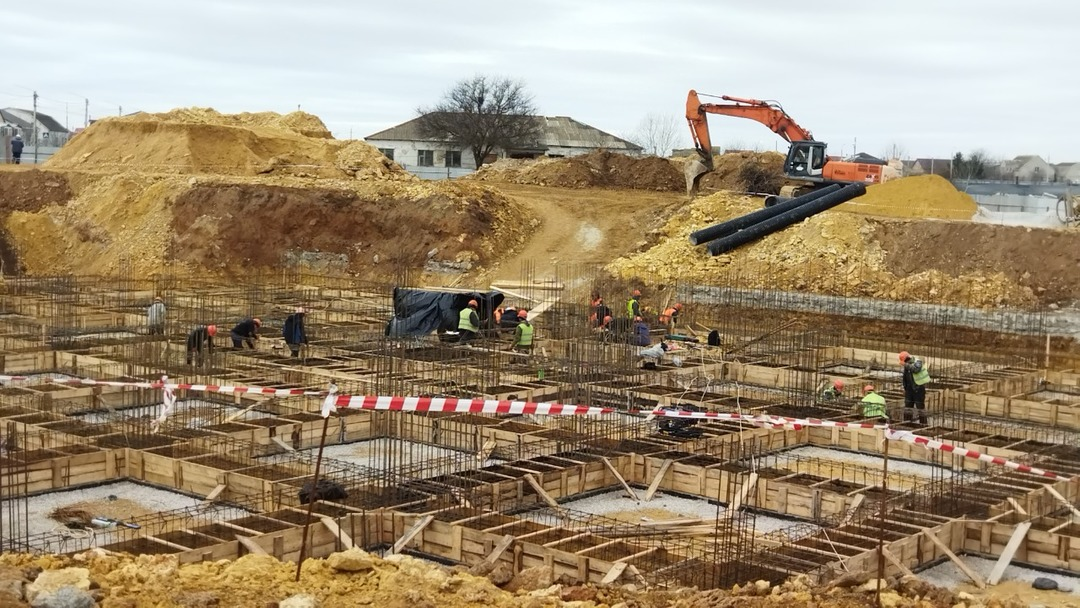
Строительство детского сада, 2022 год

В 2002 году в переоборудованном здании ПМК-84 была открыта школа № 18 с крымскотатарским языком обучения. Реконструкцией занималось предприятие «СПМК‑4». На 21 сентября 2002 года в школе было 23 учителя и 292 ученика. Директором с момента основания является Назим Ибайдуллаевич Ашуров. По состоянию на 2015 год в школе обучается 336 детей при проектной вместимости 202 ученических места.
В 2016 году было начато строительство новой школы на 480 мест, которое должно быть завершено в 2024 году. В 2021 году начато строительство детского сада на 135 мест стоимостью 284 миллиона рублей.
В Исмаил-Бее функционирует врачебная амбулатория, библиотека № 10, мечеть (построена в 1990-е годы), фирма ООО «Силифке» по производству металлопластиковых окон (открыта в 2008 году). В непосредственной близости от микрорайона находится мусульманское кладбище.
30 ноября 2009 года была открыта мемориальная доска художнику Эреджепу Усеинову (на пересечении улиц Хаджи Девлет Гирея и Эреджепа Усеинова).
В 2014 году команда Исмаил-Бея стала победителем чемпионата Крыма по мини-футболу среди команд школ с крымскотатарским языком обучения.

## Улицы
В микрорайоне Исмаил-Бей находятся улицы:
- 27 августа
- 28 августа
- Абдураима Решидова
- Аблямит Аджи
- Азатлык
- Аксарай
- Акьяр
- Алима Айдамака
- Аметхана Султана
- Арифа Абдураманова
- Ашика Умера
- Бекира Чобан-заде
- В. Кирюшина
- Дерменкой
- Джафера Седометова
- Достлук
- Кайтарма
- Кезлев
- Кефе
- Миллет
- Молла-Эли
- Ногай
- Номана Челебиджихана
- Хаджи Девлет Гирея
- Хайри Эмир-Заде
- Чокрак
- Эрджепа Усеинова
- Эсмы Улановой
- Эшрефа Шемьи-Заде